# Pras
Pras, född Prakazrel Samuel Michél 19 oktober 1972 i Brooklyn, är en amerikansk rappare, sångare, multiinstrumentalist, låtskrivare, musikproducent, skådespelare och filmproducent. Han är mest känd i Sverige för att ha varit med i gruppen The Fugees som också bestod av hans kusin Wyclef Jean och Lauryn Hill, men har även haft en mindre lyckad solokarriär, med hitlåtar som "Ghetto Supastar".

## Diskografi

### Pras, solo
Studioalbum
- 1998 – Ghetto Supastar
- 2005 – Win Lose Or Draw

EP
- 2018 – Wave Culture

Singlar
- 1997 – "Avenues" (med Refugee Camp All-Stars)
- 1998 – "Ghetto Supastar (That Is What You Are)" (med ODB och Mýa)
- 1998 – "Blue Angels" (med The Product G&B)
- 1998 – "What'cha Wanna Do" (med The Product G&B och Free)
- 1998 – "Another One Bites the Dust" (Wyclef Jean och Queen med Pras och Free)
- 2005 – "Haven't Found" (med Sharli McQueen)
- 2007 – "Pump Fakin" (med Young M.A)

## Filmografi (urval)
- 1999 – Mystery Men
- 2000 – Turn It Up
- 2002 – Go for Broke
- 2004 – Nora's Hair Salon
- 2007 – Mutant Chronicles